# Kerncentrale Borssele
De Kerncentrale Borssele is een Nederlandse kerncentrale. De Kerncentrale Borssele staat bij het Zeeuwse plaatsje Borssele in de gemeente Borsele. 
De kerncentrale Borssele heeft in de eerste 50 jaar van zijn bestaan (1973 t/m 2023) een totaal van 172 miljoen MWh (megawattuur) elektriciteit opgewekt, meldde het jaarverslag 2023 van EPZ.

## Bouw
In 1969 bestelde de Provinciale Zeeuwsche Electriciteits-Maatschappij (PZEM) een kerncentrale. De reactor, een drukwaterreactor, werd in 1973 in gebruik genomen. De centrale werd gebouwd door Siemens KWU. De directe aanleiding voor de bouw was een contract van eigenaar PZEM met de aluminiumproducent Pechiney, dat voorzag in levering van grote hoeveelheden elektriciteit tegen een lage prijs. In 1990 ging het eigendom van de centrale over op de Elektriciteits Produktiemaatschappij Zuid-Nederland (EPZ).
De kernenergiecentrale is in grootte vergelijkbaar met een doorsnee kolen- of gascentrale met een (netto) elektrisch vermogen van 449 MW. De centrale werd in 1997 ingrijpend gemoderniseerd en naar een post-Tsjernobyl gangbaar veiligheidsniveau gebracht. De modernisering werd uitgevoerd, mede naar aanleiding van de kernramp van Tsjernobyl. In 2006 werd een nieuwe stoomturbine geïnstalleerd waardoor het vermogen steeg tot 485 MW.

## Brandstof
Volgens de beschikking brandstof diversificatie uit 2011 en de beschikking fabricagetolerantie MOX uit 2013 heeft Borssele vergunning voor gebruik van de volgende soorten splijtstof:
- Verrijkt uranium:
  - ENU (Enriched Natural Uranium) dat bestaat uit 4,4% splijtbaar uranium-235 (en 95,6% uranium-238).
  - ERU (Enriched Recycled Uranium) dat bestaat uit 4,4% uranium-235 (en ca. 94,9% uranium-238 + ca. 0,7% uranium-236 afkomstig uit verbruikte splijtstof).
  - c-ERU (compensated Enriched Recycled Uranium) dat bestaat uit 4,6% uranium-235 (en 95,4% uranium-238 + ca. 0,7% uranium-236 afkomstig uit verbruikte splijtstof).
- MOX-brandstof, mengoxide afkomstig uit verbruikte splijtstof die bestaat uit 5,41% splijtbaar plutonium-239/241 en 0,25% splijtbaar uranium-235 ± 0,05% U-235 (en 2,6% plutonium-240 + ca. 92% uranium-238).

In de reactor van kerncentrale Borssele is sinds 2019 40% MOX aan splijtstofelementen aanwezig, de overige 60% is bij voorkeur c-ERU, maar kan naargelang marktomstandigheden ENU of ERU zijn.
De reactorkern bevat ongeveer 40 ton uranium, verdeeld over 121 splijtstofelementen met elk ongeveer 330 kg uranium, elk verdeeld over 205 splijtstofstaven met elk ongeveer 1,6 kg uranium. De splijtstofstaven zijn dichtgelaste buizen met zwarte porseleinachtige tabletten.
Tijdens het kernsplijtingsproces wordt een klein deel van het uranium-238 omgezet in plutonium-239. Een deel daarvan wordt gespleten en draagt zo bij aan de warmteopwekking.
Het verrijkte uranium moet na vier jaar (dan vallend onder de term bestraalde kernbrandstof) vervangen worden. Het wordt dan in Frankrijk opgewerkt (gerecycleerd en opnieuw verrijkt) waardoor het weer vier jaar gebruikt kan worden. Van de in de eerste vier jaar ontstane splijtingsproducten, plutonium en uranium-236, worden de splijtingsproducten, die kernafval vormen, verwijderd, teruggebracht naar Borssele, en daar opgeslagen bij COVRA. Het plutonium wordt ook verwijderd en gebruikt in nieuwe splijtstof. Het uranium-236, dat enigszins nadelig is, kan niet verwijderd worden. Ter compensatie wordt verrijkt tot een iets hoger gehalte uranium-235, 4,65%.
In Borssele wordt MOX sinds 2014 gebruikt. Volgens de vergunning die EPZ daarvoor heeft gekregen, mogen 48 van de 121 splijtstofelementen in de reactor MOX bevatten. De MOX voor Borssele wordt gefabriceerd in de MELOX-fabriek in Zuid-Frankrijk. In de toekomst zal de uitgewerkte MOX, net zoals de andere oude splijtstofelementen uit Borssele, in Frankrijk worden opgewerkt, zodat het uranium en plutonium dat nog over is, opnieuw gebruikt kan worden. Hiervoor hebben Nederland en Frankrijk een verdrag gesloten. MOX-staven zijn echter wel een stuk duurder dan verrijkt uranium.
Het gebruik van gerecycleerd uranium en plutonium beperkt het verbruik van natuurlijk uranium tot 30 ton per jaar.

### Herkomst uranium
Borssele gebruikt uranium dat deels gedolven wordt in Kazachstan, en deels verkregen wordt door herverrijking van "tails" (verarmd uranium). Het in Kazachstan gedolven uranium wordt geproduceerd met behulp van zogenaamde in-situ leaching, waarbij het uraniumerts via een boorgat wordt opgelost in een zwavelzuuroplossing en, na oppompen, bovengronds wordt opgezuiverd.

### Opwerking en kernafval
De centrale had een doorlopend contract met de opwerkingsfabriek in La Hague, dat afgelopen is in 2015. Sinds 2006 is het als gevolg van een wetswijziging in Frankrijk echter onmogelijk de uitgewerkte brandstofstaven naar de fabriek te transporteren. Die wet stelde eisen aan de terugkeer van het geproduceerde kernafval, dat binnen zekere tijd naar Nederland diende terug te keren. Het aanpassen van de wet door het parlement en het afhandelen van alle bezwaren tegen het verlenen van nieuwe vergunningen voor transporten door de Raad van State nam echter bijna 5 jaar in beslag. Hierdoor raakte het bassin met uitgewerkte brandstofstaven bijna geheel vol. In de jaren 2012 tot 2015 waren er tien transporten voorzien waarbij telkens 50% meer afval, dan voorheen gebruikelijk, werd vervoerd naar La Hague. Het uranium dat na opwerking terugkwam, werd in Rusland verrijkt, door het te mengen met hoogverrijkt uranium afkomstig uit afgedankte kernonderzeeërs, die na het einde van de Koude Oorlog zijn opgelegd. Een kwart van dit verrijkte uranium kwam naar Borssele terug, de rest bleef in Rusland en werd daar in kerncentrales gebruikt. Het eerste transport vertrok op 7 juni 2011 naar Frankrijk en arriveerde de volgende dag op bestemming, ondanks blokkades van activisten.
De kerncentrale produceert ongeveer 4,5 m³ aan hoogradioactief afval per jaar. Dit is vergelijkbaar met 1/16e van een zeecontainer. Bij de ontmanteling van de centrale aan het eind van zijn levensduur zal echter een grote hoeveelheid hoogradioactief afval vrijkomen dat nog duizenden jaren en sommige stoffen zelfs miljoenen jaren radioactief blijft en waarvoor nog geen veilige opslag beschikbaar is.

## Eigendom
Op 16 juni 2006 heeft de regering met de eigenaars van de kerncentrale een contract gesloten (het Borsseleconvenant) waarin vastgelegd is dat Borssele tot en met 2033 in bedrijf zal blijven. De eigenaars DELTA en RWE zullen € 250 miljoen investeren in een fonds voor duurzame energie. Hierdoor zullen de extra winsten die ontstaan door het langer openblijven van de kerncentrale, deels worden benut voor de ontwikkeling van duurzame energie. Verder is in het convenant afgesproken dat Borssele tot de 25% veiligste vergelijkbare watergekoelde kerncentrales van de EU, VS en Canada moet behoren. Hiertoe wordt elke vijf jaar een benchmark gedaan.
Door de overname van Essent door RWE is een geschil ontstaan over de eigendomsverhoudingen van EPZ. DELTA heeft zich verzet tegen de overname van het belang van Essent in EPZ naar RWE. De zaak is in kort geding voor de rechter gebracht. De voorzieningenrechter van de rechtbank heeft op 10 juli 2009 geoordeeld – in afwachting op de uitslag van een bodemprocedure – dat de aandelen niet aan RWE mogen worden overgedragen. In hoger beroep is deze uitspraak bevestigd. Op 17 mei 2011 werd bekend dat RWE genoegen neemt met een minderheidsbelang van 30% in de huidige centrale. Als tegenprestatie mag het nu meedoen aan de ontwikkeling van Borssele 2.
Hij is in eigendom van de Elektriciteits Produktiemaatschappij Zuid-Nederland (EPZ). EPZ is op zijn beurt eigendom van DELTA (als opvolger van de PZEM) en Energy Resources Holding.
Anno 2024 is 70% van de aandelen in het bezit van de Zeeuwse Energie Houdstermaatschappij (ZEH). Die is in handen van decentrale overheden zoals de provincie Zeeland en diverse Zeeuwse gemeenten. Die hebben de voorkeur uitgesproken om de aandelen te verkopen aan de Nederlandse staat. Het kabinet heeft daarom besloten dat het ministerie van Economische Zaken en Klimaat verkennende gesprekken start over een eventuele aandelenoverdracht. De overige 30% van de aandelen is in handen van RWE.

## Incidenten en problemen
De overheid brengt vanaf 1980 jaarlijkse overzichten uit van storingen en ongevallen in nucleaire installaties (waaronder de kerncentrale Borssele en de inmiddels gesloten kerncentrale Dodewaard). Gegevens van daarvoor zijn beperkt beschikbaar. Uit de overzichten blijkt dat zich tot eind 2009 in de kerncentrale Borssele 372 bedrijfsstoringen hebben voorgedaan. Daarbij vielen regelmatig een aantal belangrijke veiligheidsvoorzieningen uit. In 1981, 1984, 1986, 1987, 1989 en 2006 zijn er problemen geweest met de noodstroomvoorziening en de dieselaggregaten.
Het Rijksinstituut voor Volksgezondheid en Milieu (RIVM) publiceert in 2011 een rapportage waaruit blijkt dat er voor Borssele geen adequaat rampenplan bestaat. Zo zou het voornamelijk ontbreken aan ervaring en dat op alle niveaus.
Eventuele ongevallen met de kerncentrale zijn verzekerd met behulp van een zogenaamde atoompool. In Nederland een groep van zestien verzekeringsmaatschappijen die garant staan voor een hoeveelheid risico's. De kerncentrale Borssele is voor een bedrag van maximaal €340 miljoen verzekerd. Overige schade moet de Nederlandse overheid vergoeden.
In 2011 blijkt dat de dijk bij de centrale niet bestand is tegen een stormvloed, een storm die statistisch eens in de 4000 jaar voorkomt. Waterschap Scheldestromen en het Ministerie van Infrastructuur en Milieu zullen samen werken aan een verbetering van de dijk.
In 2011 werd naar aanleiding van de kernramp van Fukushima door de kerncentrale een extra zelfonderzoek uitgevoerd, op basis van SOER 2011-2, een lijst met concrete punten voor de controle van kerncentrales. Dit onderzoek werd uitgevoerd naast de tienjaarlijkse zelfonderzoeken. Bij dit zelfonderzoek kwamen vijftien procedurele verbeterpunten naar voren.
Op 19 september 2013 werd de centrale stilgelegd nadat er schade aan de generatorkoelers was geconstateerd. Omdat het herstellen niet mogelijk bleek zou het vervangen van de koelers ongeveer 2 maanden in beslag nemen.
Op 7 mei 2025 viel de centrale om half drie in de nacht plotseling uit door een lekkende klep in het primaire circuit. De kerncentrale werd in de avond van 14 mei weer opgestart.

## Verlenging levensduur
De bedrijfsvergunning van de kerncentrale gaf geen einddatum aan. Het eerste paarse kabinet besloot in 1994 om Borssele aan het eind van de geplande levensduur, eind 2003, te sluiten, en wijzigde daartoe de vergunning. In 2000 werd echter, na een zaak aangespannen door het personeel van de kerncentrale, deze wijziging door de Raad van State vernietigd. In 2002 oordeelde de rechter dat er alleen een bestuursrechtelijke overeenkomst tot sluiting bestond, en dat was niet voldoende voor sluiting. Het demissionaire kabinet-Balkenende II vond het vervolgens in 2003 niet verstandig om Borssele te sluiten, mede gelet op de Kyotodoelstellingen voor vermindering van de uitstoot van het broeikasgas kooldioxide (CO2).
In 2013 werd door staatssecretaris Pieter van Geel besloten de kerncentrale van Borssele open te houden tot 2033. In 2020 deden de Tweede Kamer en de provincie Zeeland het verzoek Borssele langer open te houden, maar de Vlaamse gemeenten Kalmthout en Essen hebben aangegeven het hier niet mee eens te zijn. De procedure om Borssele langer open te houden werd gestart, maar omdat nog  onduidelijk hoelang men de centrale wil openhouden, eiste de Commissie voor de milieueffectrapportage in oktober 2023 meer duidelijkheid.
In aanloop naar een verwachte derde verlenging van de levensduur, bleek het kabinet in mei 2025 in het geheim de veiligheidseisen sterk te hebben verlaagd, waardoor een bestaande eis bij levensduurverlenging verviel. Die eis was dat Kerncentrale Borssele ten minste tot de 25% veiligste Westerse kerncentrales zou blijven behoren. Deze benchmark werd de afgelopen jaren al diverse malen aangepast om hieraan te voldoen. Dit is nodig omdat nieuwere centrales gemiddeld aan steeds hogere eisen voldoen en dus een hogere benchmark-waarde krijgen. De KCB veroudert juist en scoort daarom steeds lager ten opzichte van de veiligste centrales. Uit onderzoek van Laka naar de cijfers van het IAEA over 2013 en 2014 was gebleken dat Borssele al een aantal jaren zeer slecht scoorde wat betreft betrouwbaarheid. De voor de benchmark gebruikte cijfers werden geheim gehouden.

## Financiering toekomstige ontmanteling
In 2012 is de Stichting Beheer Ontmantelingsgelden Kerncentrale Borssele opgericht met als taak er voor te zorgen dat er voldoende geld beschikbaar is voor de ontmanteling van de kerncentrale na 2033. Gedurende de resterende levensduur van de kerncentrale wordt op iedere geproduceerde MWh een opslag voor ontmanteling bij de klanten van EPZ in rekening gebracht. Door de stichting op te richten is dit geld afgezonderd van EPZ, zodat in geval van een faillissement dit geld niet gebruikt kan worden voor andere doeleinden. Per 31 december 2020 was er 315 miljoen euro gereserveerd, EPZ stort nog jaarlijks een bedrag in het fonds van de stichting zodat in 2031 ruim 600 miljoen euro beschikbaar geacht wordt te zijn voor de ontmanteling.

## Plannen nieuwe kerncentrales
Begin 2009 ontstonden er concrete plannen voor de bouw van een nieuwe kerncentrale. De voorlopige naam daarvan was Borssele 2. Zowel DELTA als Energy Resources Holding (ERH) hadden aangegeven een nieuwe centrale te willen bouwen naast de huidige centrale. In het regeerakkoord schreef het kabinet-Rutte I dat meer kernenergie nodig is om de transitie naar een schone energievoorziening te maken en minder afhankelijk te worden van buitenlandse energieleveranciers. Als er een aanvraag zou komen, zou de vergunning ook verleend worden. De VVD, JA21, Forum voor Democratie, het CDA, de PVV en de SGP zijn voorstander van een nieuwe centrale. Onder andere GroenLinks, de PvdA en de SP zijn tegen. De reden dat voor Borssele is gekozen is de aanwezigheid van de COVRA en de bestaande infrastructuur voor de huidige centrale.
De belangrijkste argumenten voor de bouw van een nieuwe kerncentrale was dat deze eventueel kan voorkomen dat Nederland in de toekomst elektriciteit moet gaan importeren. Daarnaast heeft de zware industrie belang bij een stabiele en goedkope energievoorziening. Tegenstanders zeggen dat (meer) kernenergie de groei van duurzame energie afzwakt en wijzen op de gevaren van kernenergie in het algemeen en op het probleem met de opslag van radioactief afval, waar nog steeds geen oplossing voor gevonden is, in het bijzonder. Verder is Nederland voor zijn uranium, de brandstof van kerncentrales, net als voor veel fossiele brandstof, afhankelijk van het buitenland.
Er was in het begin ook sprake van een mogelijke derde centrale. De provincie Zeeland had aangegeven wel te willen meewerken aan een tweede, maar niet aan een derde kerncentrale. In april 2011 bleek uit onderzoek van adviesbureau Arcadis dat er op de huidige locatie slechts plaats is voor één andere kerncentrale.
In de rijksbegroting staat dat het kabinet budget vrijmaakt voor het vergunningstraject. Voor 2011 was 7,9 miljoen euro gereserveerd, in 2012 ging het om 15,9 miljoen euro en in 2013 om 18,7 miljoen euro.

### DELTA
Medio juni 2009 startte DELTA een procedure voor een vergunningaanvraag voor een tweede kerncentrale nabij de bestaande kerncentrale. In november 2010 maakte DELTA bekend dat het deze centrale wil bouwen samen met Franse nutsbedrijf EDF. Op 23 januari 2012 maakte Delta bekend haar plannen voor een nieuwe kerncentrale voorlopig in de ijskast te zetten. De redenen hiervoor zijn dat door de crisis er overcapaciteit op de elektriciteitsmarkt is met lage energieprijzen tot gevolg, het verslechterde investeringsklimaat en de onzekerheid over het beleid rond verhandelbare rechten voor uitstoot van het broeikasgas CO2. Ook RWE liet weten de vergunningaanvraag, die via het bedrijf ERH liep, in de ijskast te plaatsen.

### Actiegroepen
Eind 2022 werd in Driewegen het burgerinitiatief Borsele tot de Kern opgericht. De actiegroep zegt dat nog niet is onderzocht of er wel genoeg draagvlak onder de bevolking is en dat nog niet duidelijk is wat de bouw van nieuwe kerncentrales voor de regio voor gevolgen zou hebben. De dorpsraden van 's-Heerenhoek, Borsele, Nieuwdorp en Lewedorp hebben zich verenigd in Cluster Borsele-west. Ook deze groep vindt dat er meer duidelijkheid moet komen over de consequenties en over eventuele compensatie. De actiegroepen pleiten voor een referendum of een burgerberaad, waarbij grote groepen burgers worden geraadpleegd.

#### Protest
Tegen de plannen is maatschappelijk protest gerezen. Lokaal is in mei 2010 het Zeeuwse actiecomité Borssele 2, nee! opgericht vanuit verschillende Zeeuwse politieke partijen en milieubewegingen. Daarnaast is de Nederlandse antikernenergiebeweging weer actief geworden, onder aanvoering van Greenpeace en Wise. In eerste instantie kregen zij weinig gehoor. Naar aanleiding van de kernramp van Fukushima staat zij echter iets meer in de belangstelling. Het actiecomité 'Borssele 2, nee' is in april 2012 opgeheven omdat de doelen zijn bereikt.

#### Steun
In september 2020 werd in Zeeland actie gevoerd voor het vaker toepassen van kernenergie in de strijd tegen klimaatverandering. De acties maken deel uit van Stand Up for Nuclear: een campagne van een internationaal gezelschap van een aantal activisten, met name de ecomodernisten. In een peiling van de krant bij dit artikel gaf 78% van de PZC-lezers aan dat de kerncentrale van hen langer mocht open blijven.

### Plannen kabinet-Rutte IV
In het coalitieakkoord van het kabinet-Rutte IV staat dat de kerncentrale in Borssele langer open blijft en dat er stappen worden gezet voor de bouw van twee nieuwe kerncentrales door marktpartijen. In december 2022 wees het kabinet Borssele aan als voorkeurslocatie. Beide centrales zouden een vermogen van 1000 tot 1650 megawatt hebben en op basis van de voorlopige inzichten rond 2035 zijn gerealiseerd.
In september 2023 publiceerde de PZC een onderzoek van de stedenbouwkundige Kees Thielen, aangesloten bij het burgerinitiatief Borsele tot de Kern, die concludeerde dat het beoogde Sloegebied dat voor grootschalige elektriciteitsopwekking is gereserveerd "bij lange na" niet groot genoeg is voor twee extra kerncentrales. Het terrein is maar 46 hectare groot, terwijl er 175 hectare nodig zou zijn. Volgens Thielen wist het ministerie van EZK niet of er te weinig ruimte was en hij zei te merken dat openheid geven ook helemaal niet het doel van het ministerie is. EZK had tijdens zijn gesprek over zijn bevindingen als commentaar "Ons doel is zorgen dat die dingen er komen". Volgens een poll in hetzelfde artikel in de PZC vertrouwde 65% van de respondenten de overheid niet waar het gaat om kerncentrales.

### Plannen kabinet-Schoof
Het kabinet-Schoof wilde vier nieuwe kerncentrales laten bijbouwen, maar besloot eerst in te zetten op twee centrales van 1 tot 2,6 GW, bij voorkeur naast KCB. Uit een uitgebreide analyse van de beoogde marktpartijen bleek dit in mei 2025 op de nodige problemen te stuiten. De kosten worden nu geschat op 20 tot 30 miljard euro, in plaats van eerder begrote 14 miljard. Daarbovenop komt nog de rente voor het te lenen geld voor de bouw. Het geld moet vooral van de overheid komen, omdat het risico voor de marktpartijen te groot is. Inclusief de rente kunnen de kosten oplopen tot wel 20 miljard euro per stuk. De gewenste locatie is ook problematisch vanwege de veel te geringe beschikbare oppervlakte. De bouw zou ten koste kunnen gaan van andere lokale industrie. Andere Europese projecten bleken vaak vele jaren vertraging op te lopen en miljarden duurder dan verwacht.
Als alternatief voor Borssele denkt het kabinet-Schoof aan de locaties Terneuzen, de Maasvlakte II of de Eemshaven. De centrales zouden ook op zijn vroegst eind jaren dertig operationeel kunnen zijn in plaats van het gewenste 2035. Havenbedrijf North Sea Port is tegen het gebruik van het voormalige Thermpos-terrein, dat voor de bouw nodig zou zijn. Het maakt bezwaar tegen het afblazen of uitstellen van allerlei plannen, zoals waterstofcentrales en ammoniakopslag.  North Sea Port. Bewoners vrezen dat bij doorzetten van de plannen ook het natuurgebied De Kaloot zal worden opgeofferd. Het behoud van dit natuurgebied zou volgens de marktpartijen gepaard gaan met hoge extra kosten. Om de bouw concurrerend te houden, zouden de dijk en de infrastructuur tussen de huidige kerncentrale en de beoogde nieuwbouw, waaronder gasleiding en spoor, moeten worden verplaatst. Dit zou een forse impact op tijd en kosten hebben.
In 2024 liet TenneT al weten dat aansluiting van twee nieuwe kerncentrales op het bestaande hoogspanningsnet niet mogelijk was en dat er hooguit één centrale van 1,6 GW bij zou kunnen komen, mits de toekomstige flexibele vraag naar elektriciteit in overeenstemming zou zijn met het scenario Nationale Drijfveer en er geen nieuwe aansluitingen voor offshore windenergie in Zeeland bij zouden komen.

## Omwonenden
De houding van Zeeuwen ten opzichte van kernenergie is complex en varieert, met een mix van pragmatische acceptatie, voorwaardelijke steun en duidelijke tegenstand, vooral in de context van de bestaande kerncentrale in Borssele en de voorgestelde bouw van twee nieuwe kerncentrales. 
Uit oudere enquêtes (bijv. 2010) bleek dat bijna driekwart van de Zeeuwen geen bezwaar had tegen een tweede kerncentrale in Borssele, met 24% tegen ongeacht de locatie. Vrouwen en jongeren waren relatief vaker tegen (38% en 41% respectievelijk).
Een peiland uit 2023 toonde dat 40% van de Zeeuwen vóór kernenergie was, iets hoger dan het landelijk gemiddelde (32%). Twaalf van de zestien politieke partijen in Zeeland staan welwillend tegenover kernenergie. Bijna één op de tien Zeeuwen wil helemaal geen kernenergie.

## Productie
De centrale produceert rond de 3,5 terawattuur (TWh) per jaar en heeft hiermee een aandeel van rond de 3-4% in de totale Nederlandse elektriciteitsproductie.
| Jaar | Benutting capaciteit | Productie (TWh) | Bruto productie (TWh) | Elektriciteit- aandeel Nederland |
| ---- | -------------------- | --------------- | --------------------- | -------------------------------- |
| 1990 | 76%                  | 2,886           |                       |                                  |
| 1995 | 87%                  | 3,387           |                       |                                  |
| 2000 | 94%                  | 3,699           | 3,919                 | 4,3%                             |
| 2005 | 96%                  | 3,772           | 3,997                 | 4,0%                             |
| 2009 | 95%                  | 4,019           | 4,248                 | 3,7%                             |
| 2010 | 88%                  | 3,755           | 3,969                 | 4,0%                             |
| 2011 | 92%                  | 3,917           | 4,141                 | 3,7%                             |
| 2012 | 87%                  | 3,707           | 3,915                 | 3,8%                             |
| 2013 | 45%                  | 1,916           | 2,891                 | 2,9%                             |
| 2014 | 91%                  | 3,874           | 4,091                 | 4,0%                             |
| 2015 | 90%                  | 3,862           | 4,078                 | 3,7%                             |
| 2016 | 88%                  | 3,750           | 3,960                 | 3,4%                             |
| 2017 | 75%                  | 3,220           | 3,402                 | 2,9%                             |
| 2018 | 79%                  | 3,325           | 3,515                 | 3,1%                             |
| 2019 | 92%                  | 3,701           | 3,910                 | 3,2%                             |
| 2020 | 92%                  | 3,865           | 4,087                 | 3,3%                             |
| 2021 | 86%                  | 3,618           | 3,83                  | 3,1%                             |
| 2022 | 94%                  | 3,931           | 4,16                  | 3,4%                             |
| 2023 | 90%                  | 3,771           | 3,99                  | 3,3%                             |